# August Ernst Zinserling
August Ernst Zinserling (ur. 1780 w Weimarze, zm. 1831 w Sankt Petersburgu) – niemiecki filolog klasyczny, historyk, profesor Królewskiego Uniwersytetu Warszawskiego w latach 1817–1831, gdzie wykładał literaturę rzymską w języku łacińskim. 
W latach 1800–1807 jako nauczyciel w szkole klasztornej w Ilfeld, a następnie do 1815 roku jako profesor w instytucie dla chłopców w Kassel. Jest autorem historii Rzymu w języku francuskim: Histoire romaine (Varsovie 1824).